# Masataka Imai
Masataka Imai (jap. 今井 雅隆 Imai Masataka; ur. 2 kwietnia 1959) – japoński piłkarz występujący na pozycji bramkarza.

## Kariera piłkarska
Od 1982 do 1990 roku występował w klubie Honda FC.

## Kariera trenerska
Po zakończeniu piłkarskiej kariery pracował jako trener w Honda FC, Reprezentacja Filipin w piłce nożnej mężczyzn, Avispa Fukuoka, Reprezentacja Makau w piłce nożnej mężczyzn i Tokushima Vortis.